# 버리 티즈데일

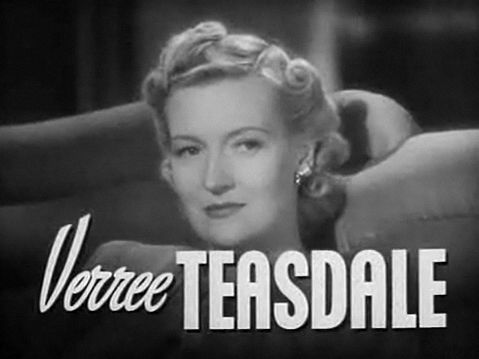

버리 티즈데일(Verree Teasdale, 1903년 3월 15일 ~ 1987년 2월 17일)은 미국의 배우, 연극 배우, 영화배우이다.
스포캔에서 태어났으며 컬버시티에서 사망하였다. 할리우드 포에버 공동묘지에 매장되었다.

## 영화
- 컴 리브 위드 미 (1941년)
- 터너바웃 (1940년)
- 밀키 웨이 (1936년)
- 한여름 밤의 꿈 (1935년)
- 패션스 오브 1934 (1934년)
- 로마 스캔달 (1933년)